# 労働階級の英雄
「労働階級の英雄」（ろうどうかいきゅうのえいゆう、英語: Working Class Hero）は、1970年に発表されたジョン・レノンの曲、プロテスト・ソング。ビートルズ解散後初のアルバム『ジョンの魂』に収録されている。1975年に「イマジン」がイギリスを含めた全世界でシングルとして発売された際のB面曲としても収録された。後述のベスト・アルバムも含め、原題を音訳したワーキング・クラス・ヒーローが使われることもある。

## 解説
この曲は、政治的な曲であるとされている。1970年12月のローリング・ストーンによるインタビューの中でジョン・レノン は、労働者階級の個人が中流階級やマシーンにかえられていくプロセスを歌っていると語っている。ジョンは「19世紀のイギリスの労働運動家タリク・アリについて歌ったもの」とも語っている。「生まれてすぐいじめられ」、「宗教とセックスとテレビに酔わされて誰もが平等と信じ込まされていた」と社会風刺と批判を展開し、「労働者階級の英雄になるのは大変だ (A working class hero is something to be) 」というフレーズが繰り返される。最後に「もし英雄になりたいのなら僕について来い」というメッセージを伝えて終わる。
歌詞には放送禁止用語として指定されている「fucking」が含まれているため、レコードやCDに付属している歌詞カードはその部分のみ「 * 」と伏字になっている。
ジョンは厳密には労働者階級の出身ではないが、"Working Class Hero" はジョンの代名詞ともなっている。例えば1995年発売のジョンのトリビュート・アルバムは『Working Class Hero: A Tribute to John Lennon』、2005年発売のジョンの生誕65周年・没後25周年記念ベスト・アルバムは『決定盤ジョン・レノン〜ワーキング・クラス・ヒーロー (Working Class Hero: The Definitive Lennon) 』というタイトルが付けられている。1998年に「ジョン・レノンアンソロジー」が発売された時、PVが製作された。本曲を引き延ばしジョンの過去のインタビューや発言からビートルズ・ヨーコ・平和活動・幼年時代を中心にしビートルズ時代やソロの映像を挟み込むというものだった。日本では「ニュースステーション」で放映された。2003年のDVD「レノン・レジェンド」ではそれとは別のニューバージョンが製作されリバプールの生家を思わせる家を猫が徘徊しテレビにはビートルズの「ロイヤル・コマンド・パフォーマンス」やソロの映像が流されるというものだった。98年は特典映像として収録された。

## クレジット
- ジョン・レノン - ボーカル、アコースティック・ギター

## 主なカバー
強いメッセージ性を持つこの曲は、ロック・ミュージシャンを中心に多くの歌手によってカバーされている。
- マリアンヌ・フェイスフル - アルバム『ブロークン・イングリッシュ』（1979年）
- Drukwerk - アルバム Drukwerk（1981年） "Werkloze" （「失業者」の意）のタイトルで
- Jerry Williams - アルバム Working Class Hero （1984年）
- リッチー・ヘブンス - アルバム Richie Havens Sings Beatles and Dylan （1987年）
- ティン・マシーン（デヴィッド・ボウイ） - アルバム『ティン・マシーン』（1989年）
- スクリーミング・トゥリーズ - トリビュート・アルバム Working Class Hero: A Tribute to John Lennon （1995年）
- ロジャー・テイラー - アルバム『エレクトリック・ファイアー』（1998年）
- マリリン・マンソン - シングル「ディスポーザブル・ティーンズ」（2000年）のB面
- ノワール・デジール - コンピレーション・アルバム Liberté de circulation （2000年）
- オジー・オズボーン - カバー・アルバム『アンダー・カヴァー』（2005年）
- ジ・アカデミー・イズ - ミニ・アルバム From the Carpet （2006年）
- グリーン・デイ - トリビュート・アルバム『メイク・サム・ノイズ:キャンペーン・トゥ・セイヴ・ダルフール (Instant Karma: The Campaign to Save Darfur) 』（2007年）
- マニック・ストリート・プリーチャーズ - アルバム『センド・アウェイ・ザ・タイガーズ』（2007年）の隠しトラック
- Racoon - アルバム Before You Leave （2008年）